# Caecidotea steevesi
Caecidotea steevesi är en kräftdjursart som först beskrevs av Fleming 1972.  Caecidotea steevesi ingår i släktet Caecidotea och familjen sötvattensgråsuggor. Inga underarter finns listade i Catalogue of Life.